# Фотоядерные реакции
Фотоя́дерные реа́кции (англ. photodisintegration, phototransmutation) — ядерные реакции, происходящие при поглощении гамма-квантов ядрами атомов. Явление испускания ядрами нуклонов при таких реакциях называется ядерным фотоэффектом. Явление ядерного фотоэффекта было открыто Чедвиком и Гольдхабером в 1934 году и в дальнейшем подробно исследовано Боте и Вольфгангом Гентнером, а затем и Нильсом Бором.
При поглощении гамма-кванта ядро получает избыток энергии без изменения своего нуклонного состава, а ядро с избытком энергии является составным ядром. Как и другие ядерные реакции, поглощение ядром гамма-кванта возможно только при выполнении необходимых энергетических и спиновых соотношений. Если переданная ядру энергия превосходит энергию связи нуклона в ядре, то распад образовавшегося составного ядра происходит чаще всего с испусканием нуклонов, в основном нейтронов. Такой распад ведёт к ядерным реакциям {\displaystyle (\gamma ,n)} и {\displaystyle (\gamma ,p)}, которые и называются фотоядерными, а явление испускания нуклонов в этих реакциях — ядерным фотоэффектом. Обозначения:
- {\displaystyle \gamma } — частица гамма-излучения или гамма-квант (фотон с высокой энергией);
- {\displaystyle n} — нейтрон;
- {\displaystyle p} — протон.

В теории фотоядерных реакций используются статистическая модель составного ядра и модель резонансного прямого фотоэффекта.
Фотоядерные реакции идут с образованием составного ядра, однако при возбуждении реакций {\displaystyle (\gamma ,p)} на ядрах с массовым числом {\displaystyle A>100} экспериментально был обнаружен слишком большой выход по сравнению с выходом, предсказываемым этим механизмом. Кроме того, угловое распределение протонов с наибольшей энергией оказалось неизотропным. Эти факты указывают на дополнительный механизм прямого взаимодействия, который существенен только в случае {\displaystyle (\gamma ,p)}-реакции на тяжёлых и средних ядрах. Реакция же {\displaystyle (\gamma ,n)} всегда идёт с образованием составного ядра.
Первой наблюдавшейся фотоядерной реакцией было фоторасщепление дейтрона:
{\displaystyle \gamma +{}^{2}{\textrm {H}}\rightarrow p+n.}
Она идёт без образования составного ядра, так как ядро дейтерия не имеет возбуждённых связанных состояний, и может быть вызвана гамма-квантами сравнительно невысокой энергии (выше 2,23 МэВ).
Другим примером ядра с невысокой энергией связи является ядро бериллия-9, подвергающегося расщеплению на два ядра гелия-4 под воздействием гамма-квантов с энергией более 1,67 МэВ:
{\displaystyle \gamma +{}^{9}{\textrm {Be}}\rightarrow 2~{}^{4}{\textrm {He}}+n.}
Помимо этих ядер известно всего несколько нуклидов с малой энергией связи нуклонов и чтобы вызвать фотоядерные реакции с другими ядрами обычно необходимы фотоны с энергией не менее 8 МэВ. Фотоны с такой энергией возникают в некоторых редких ядерных реакциях или образуются при торможении в веществе очень быстрых электронов.
При радиоактивном распаде, как правило, таких высокоэнергетических гамма-квантов не образуется, поэтому гамма-кванты, возникающие при β-распаде подавляющего количества радиоактивных изотопов не могут вызвать фотоядерные реакции и навести своим излучением радиоактивность в других веществах.
Если замедлителем в ядерном реакторе служит бериллий или тяжёлая вода, то вследствие необычно малой энергии связи нейтрона в 9Be и 2H под действием гамма-квантов радиоактивного распада на ядрах этих нуклидов эффективно протекают фотоядерные реакции {\displaystyle (\gamma ,n)}. Особенно много гамма-квантов при этом дают радиоактивные продукты деления урана, но гамма-кванты в ядерном реакторе испускают и другие вещества, активированные нейтронами. Таким образом в тяжеловодных и бериллиевых ядерных реакторах присутствует дополнительный источник нейтронов, обусловленный протеканием фотоядерной реакции.